# وستپک

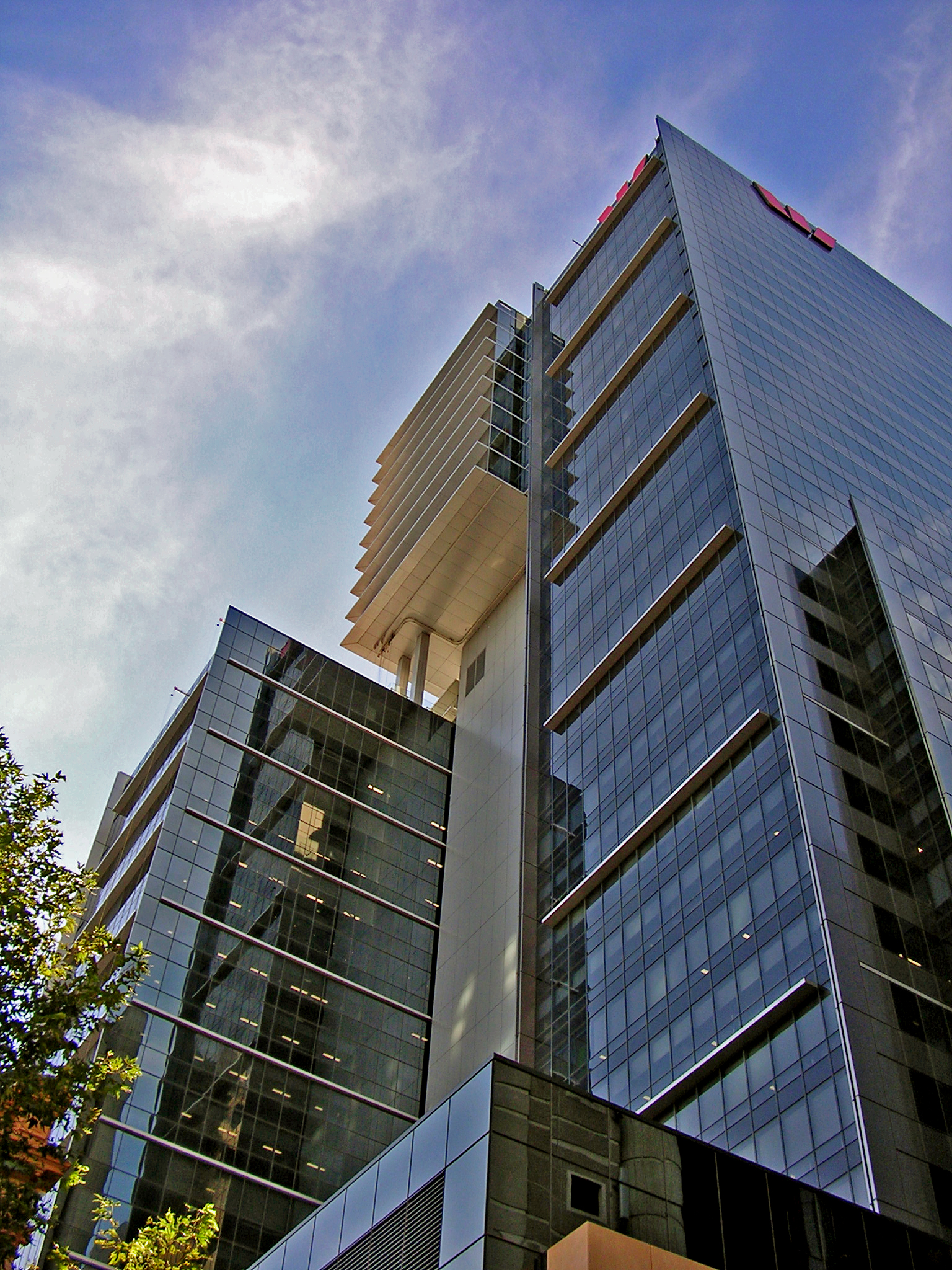
ساختمان مرکزی وستپک در سیدنی

وستپک (به انگلیسی: Westpac) شرکت خدمات مالی و بانکداری استرالیایی است، که با در اختیار داشتن ۱٫۲۰۰ شعبه بانک و ۲٫۹۰۰ دستگاه خودپرداز، مالک دومین شبکه بانکداری بزرگ در کشور استرالیا بوده و در سال مالی ۲۰۱۲ با درآمدی بالغ بر ۴۳ میلیارد دلار استرالیا، به‌عنوان بزرگترین بانک این کشور، بر پایه میزان درآمد سالیانه شناخته شد.
ریشه‌های تأسیس بانک وستپک، به سال ۱۸۱۷ بازمی‌گردد، که نخستین بانک استرالیایی، تحت نام بانک ان‌اس‌دبلیو فعالیت خود را آغاز نمود. ولی فرم کنونی این بانک، حاصل ادغام بانک ان‌اس‌دبلیو و بانک تجاری استرالیا، در سال ۱۹۸۲ می‌باشد.
شعبه مرکزی این بانک در شهر سیدنی، استرالیا قرار دارد و سهام آن در بازار بورس نیویورک، بورس نیوزیلند و بورس اوراق بهادار استرالیا معامله می‌شود.